# Richard Bradley (Botaniker)
 Richard Bradley  (* 1688?; † 5. November 1732 in Cambridge) war ein englischer Botaniker. Er veröffentlichte mit Historia plantarum succulentarum (1716–1727) das erste illustrierte Werk über Sukkulenten. Außerdem war Bradley der Herausgeber der ersten britischen Gartenbauzeitschrift A general treatise of husbandry and gardening (1721–1723).
Sein offizielles botanisches Autorenkürzel lautet „Bradley“.

## Leben und Wirken
Bradley verbrachte seine Kindheit in der Nähe von London und entwickelte ein Interesse für alles Gärtnerische. 1710 trat er zum ersten Mal mit einer sechsseitigen Abhandlung über sukkulente Pflanzen (A Treatise on Succulent Plants) wissenschaftlich in Erscheinung.
Obwohl er keine Universitätsausbildung besaß, wurde er im November 1712 von Robert Balle (um 1640–um 1734) für eine Mitgliedschaft in der Royal Society von London vorgeschlagen und am 1. Dezember 1712 als Mitglied gewählt. Zu seinen Förderern gehörten James Petiver und Hans Sloane.
1714 reiste Bradley in die Niederlande, um eine Reihe botanischer Gärten zu besuchen. Mit Empfehlungsschreiben versehen traf er verschiedene Naturwissenschaftler (zum Beispiel Antoni van Leeuwenhoek) und arrangierte den Austausch von Pflanzenmaterial zwischen London und Amsterdam.
Von 1716 bis 1727 publizierte er in fünf Teilen zu je zehn Tafeln das weltweit erste ausschließlich den sukkulenten Pflanzen gewidmete botanische Werk. Die Zeichnungen dazu stammten, bis auf eine Ausnahme, von ihm selbst.
Mit 15 Ausgaben stellte er von 1721 bis 1723 das erste regelmäßig erscheinende britische Gartenmagazin (A general treatise of husbandry and gardening) zusammen.
Mit dem Wetter setzte er sich in den Werken The gentleman and gardeners calendar (1718) und A philosophical enquiry into the late severe winter (1729) auseinander. Ums Kochen und andere praktische Dinge des Lebens geht es in The country housewife and lady’s director (1727/1732). So findet sich im ersten Teil von 1727 beispielsweise ein Rezept zur Herstellung von Ketchup.
1724 wurde Bradley auf Empfehlung von William Sherard erster Professor für Botanik an der University of Cambridge.

## Ehrungen
1958 stellte Gordon Douglas Rowley die Arten der Gattung Austrocylindropuntia in die Gattung Opuntia, darunter auch Austrocylindropuntia intermedia Rauh & Backeb. (1957). Da der Name Opuntia intermedia Salm-Dyck (1834) bereits existierte, wurde ein Ersatzname (nom. nov.) benötigt. Rowley wählte, zu Ehren von Bradley, den Namen Opuntia bradleyi.
Das seit 1983 erscheinende Jahrbuch der Britischen Kakteen- und Sukkulentengesellschaft, Bradleya, ist nach ihm benannt.

## Schriften (Auswahl)
Bücher
- A Treatise of succulent plants […]. London 1710.
- A short historical account of coffee […]. Em. Matthews, London [1715?].
  - 2. Auflage, E. Matthews, London [1720].
- Historia plantarum succulentarum […]. 5 Teile, London 1716–1727 (Digitalisat).
  - Neuausgabe, W. Mears, London 1734.
  - 2., korrigierte Auflage, J. Hodges, London 1739 (Digitalisat).
- The artificial gardiner […]. 2 Bände, E. Curll, London [1716]—1717 (Band 1, Band 2) – Band 1 ist eine Übersetzung eines Werks von Georg Andreas Agricola.
- New improvements of planting and gardening, both philosophical and practical […]. W. Mears, London 1717–1718.
  - 2. korrigierte Auflage, W. Mears, London 1718 (Digitalisat).
  - 3. korrigierte Auflage, W. Mears, London 1719–1720.
  - „4. Auflage.“ George Grierson, Dublin 1720–1721.
  - 4. Auflage, W. Mears, London 1724.
  - 5., umfangreich ergänzte Auflage, W. Mears, London 1726 (Digitalisat).
    - Neuausgabe: W. Mears, London 1726.
- Dictionarium rusticum urbanicum & botanicum […]. 2. Auflage, J. Nicholson, W. Taylor & W. Churchill, London 1717 (Digitalisat).
  - 3. Auflage, James & John Knapton, Arthur Bettesworth, R. Robinson, Jer. Batley, J. Taylor & Thomas Astley, London 1726 (Digitalisat).
- The lady’s recreation: or, the third and last part of the art of gardening improv’d […]. J. Roberts, London 1717 (Digitalisat) – als „Charles Evelyn“.
  - Nachdruck: G. Grierson, Dublin 1717 (Digitalisat).
  - Neudruck: E. Curll, London 1718.
  - 3. Auflage. E. Curll, London 1719 (Digitalisat).
  - Carl Evelyns Vernügen und Nutzen der Gartnerey […]. Carl Ludwig Jacobi, Leipzig 1756 (Digitalisat).
    - Nachdruck: Christ. Gottlob Hilscher, Leipzig 1756.
      - Neudruck: Christ. Gottlob Hilscher, Leipzig 1773 (Digitalisat).
- The gentleman and gardeners calendar […]. W. Mears, London 1718. (Digitalisat).
  - 2. Auflage, W. Mears, London 1718.
  - 3. Auflage, W. Mears, London 1720.
  - 4. Auflage, W. Mears, London 1724.
  - 5. Auflage, W. Mears, London 1728.
  - Le calendrier des jardiniers […]. Chez Piget [&] Durand, Paris 1743 (Digitalisat, Digitalisat).
    - Neue Auflage, Chez la Veuve Piget & Durand, Paris 1750 (Digitalisat, Digitalisat).
    - Neue Auflage, Calendrier du jardinier […]. Chez Lamy, Paris 1783 (Digitalisat).
    - 4. Auflage, Chez Meurant, Paris 1799.

  - Almanach der hoveniers […]. Steven van Esveldt, Amsterdam 1745 (Digitalisat).
    - 2. Auflage, Steven van Esveldt, Amsterdam 1747 (Digitalisat).
    - 3. Auflage, S. van Esvelde, Alkmar / Utrecht 1756.
    - Neuausgabe der 3. Auflage, Steven van Esveldt, Amsterdam 1757 ([119 https://books.google.de/books?id=jTHFI9jQ9jQC&pg=PA1 Digitalisat]).
    - 4. Auflage, S. van Esveldt, Amsterdam 1758.
    - Neuausgabe der 4. Auflage, S. van Esveldt, Amsterdam 1760.
    - Neuausgabe der 4. Auflage, S. van Esveldt, Amsterdam 1762 (Digitalisat).
    - 5. Auflage, S. van Esveldt, Amsterdam 1766.
    - Neuausgabe der 5. Auflage, S. van Esveldt, Amsterdam 1772 (Digitalisat).
    - 6. Auflage, Amsterdam 1777.
    - Neuausgabe der 6. Auflage, S. Van Esveldt, Amsterdam 1781 (Digitalisat).
    - 7. Auflage, J. S. van Esveldt-Holtrop, Amsterdam 1810 (Digitalisat).
- Gardening improv’d […]. George Grierson, Dublin 1719.
- The plague at Marseilles consider’d […].
  - Dublin 1720.
  - W. Mears, London 1721.
  - 2. Auflage. W. Mears, London 1721 (Digitalisat).
  - J. Carson, Dublin 1721.
  - 3. Auflage. W. Mears, London 1721 (Digitalisat).
  - 4. Auflage. W. Mears, London 1721 (Digitalisat).
- The virtue and use of coffee […]. Eman. Matthews and W. Mears, London 1721 (Digitalisat).
- A philosophical treatise of husbandry and gardening […]. P. Vaillant, W. Mears and F. Clay, London 1721 (Digitalisat, Digitalisat) – Übersetzung eines Werks von Georg Andreas Agricola.
- A general treatise of husbandry and gardening: for the month of […]. 15 Ausgaben, J. Peele, London 1721–1723.
  - Neuausgabe: 3 Bände, J. Peele, London 1722–1723 (Band 1, Band 2, Band 3).
  - Neuausgabe: 3 Bände, T. Woodward & J. Peele, London 1724.
  - Neuausgabe: 2 Bände, T. Woodward and J. Peele, London 1726 (Band 1, Band 2).
- A philosophical account of the works of nature […]. W. Mears, London 1721 (Digitalisat).
  - 2. Auflage. James Hodges, London 1739 (Digitalisat, Digitalisat).
  - Wysgeerige verhandeling van de werken der natuur […]. Isaak Tirion, Amsterdam 1744 (Digitalisat, Digitalisat).
- Precautions against infection […]. Thomas Corbett, London 1722 (Digitalisat).
- Proposals for printing by subscription Dictionaire oeconomique, or, The family dictionary. London 1722 – geplante Übersetzung von Noël Chomels (1633–1712) Dictionnaire oeconomique (1718).
- The monthly register of experiments and observations in husbandry and gardening […]. 2 Teile, London 1723 (Teil 1, Teil 2).
- New experiments and observations relating to the generation of plants […].  T. Corbett, London 1724 (Digitalisat, Digitalisat).
- A treatise concerning the manner of fallowing of ground, raising of grass-seeds, and training of lint and hemp […]. Robert Fleming and Company, Edinburgh 1724 – anonym und unterschiedlichen Autoren zugeschrieben.
- A survey of the ancient husbandry and gardening […]. B. Motte, London 1725 (Digitalisat).
- Dictionnaire oeconomique: or, the family dictionary […]. 2 Bände, D. Midwinter, London 1725 – zugeschriebene Übersetzung der 2. Auflage des Dictionnaire oeconomique (1718) von Noël Chomel (1632–1712).
  - 2 Bände, J. Watts and F. Davys, Dublin 1727 (Band 1, Band 2).
  - 2 Bände, L. Flinn, Dublin 1758 (Band 1, Band 2).
- The complete seedsman […]. W. Mears, London 1726.
  - Nachdruck: S. Powell, Dublin 1726 (Digitalisat).
  - Der vollkommene Saamen-Händler  […]. Johann Christian Martini, Leipzig [1727?] (Digitalisat).
  - 2. Auflage: The compleat seedsman’s monthly calendar […]. W. Mears, London 1738 (Digitalisat).
- The country gentleman and farmer’s monthly director […]. James Woodman and David Lyon, London 1726 (Digitalisat).
  - 2. Auflage, James Woodman and David Lyon, London 1727.
  - 3., erweiterte und verbesserte Auflage, James Woodman and David Lyon, London 1727 (Digitalisat).
    - S. Powell, Dublin 1727 (Digitalisat).

  - 4. Auflage? London [1730?].
  - 5. Auflage? London [1731?].
  - 6. Auflage?, D. Browne, and T. Woodman, London 1732.
  - 6. Auflage, D. Browne, London 1736 (Digitalisat).
    - Le calendrier des laboureurs et des fermiers […]. Chez Briasson, Paris 1755 (Digitalisat, Digitalisat).
    - Chez Briasson, Paris 1762.
- The country housewife and lady’s director […]. Woodman & Lyon, London 1727 – Teil 1.
  - 2. Auflage, Woodman & Lyon, London 1727 (Digitalisat).
  - Nachdruck: J. Watts, Dublin 1727 (Digitalisat).
  - 3. Auflage, Woodman & Lyon, London 1727.
  - 4. Auflage, 1728?.
  - 5. Auflage, Woodman & Lyon, London 1728.
  - 2 Teile, D. Browne and T. Woodman, London 1732 (Teil 2).
  - 6. Auflage, 2 Teile, D. Browne, London 1736 (Digitalisat).
  - Dan[iel] Browne & Lockyer Davis, London 1753.
  - W. Bristow and C. Ethrington, London / York 1762.
- The science of good husbandry: or, the Oeconomics of Xenophon […]. Tho[mas] Corbet[t], London 1727 (Digitalisat).
- Husbandry and trade improv’d […]. 3 Bände, Woo[d]man & Lyon, London 1727 (Band 1, Band 2, Band 3) – als Herausgeber.
  -  Husbandry and trade improv’d […]. 4 Bände, Woodman and Lyon, London 1728.
- The weekly miscellany for the improvement of husbandry, trade, arts and sciences. 21 Teile, J. Roberts, London 4. Juli – 21. November 1727.
- Dictionarium botanicum […]. 2 Bände, T. Woodward and J. Peele, London 1728 (Band 1, Band 2).
  - A dictionary of plants; their description and use, with their culture and management. 2 Bände, T. Taller, London 1747 (Band 1, Band 2).
- A philosophical enquiry into the late severe winter […]. J. Roberts and R. Montagu, London 1729 (Digitalisat).
- The gentleman and farmer’s guide […]. J. Applebee, London 1729 (Digitalisat).
  - 2. Auflage, G. S., London 1732 (Digitalisat).
  - 3. Auflage, James Hodges, London 1739 (Digitalisat).
- The riches of a hop-garden explain’d […]. Charles Davis & Thomas Green, London 1729 (Digitalisat).
  - 2. Auflage, D. Browne, London [1731?] (Digitalisat).
  - Wirthschafftliche und rechtliche Abhandlung von dem Hopfen […]. Lochner, Nürnberg 1759 (Digitalisat).
- A course of lectures, upon the materia medica, antient and modern […]. Cha[rles] Davi[e]s, London 1730 (Digitalisat).
- The great improvement of commons that are enclosed […]. J. Roberts, London 1732 (Digitalisat) – anonym.
- Two new and curious essays […]. W. Bickerton, C. Corbet and R. Chandler, London 1732 (Digitalisat, Digitalisat) – anonym.
- The flower-garden display’d […]. J. Hazard, R. Montagu, W. Bickerton, R. Chandler and Caesar Ward. London [& York] 1732 (Digitalisat) – anonym.
  - 2. Auflage, R. Montagu, J. Brindley & C. Corbett, London 1734 (Digitalisat, Digitalisat).

postum
- The science of good husbandry; or the economics of Xenophon. In: The minor works of Xenophon: viz. Memoirs of Socrates […]. J. Walker, London 1813, S. 369–467 (Digitalisat).
- Description and use of the instrument now called a kaleidoscope […]. E. L. Simmons, London 1818 (Digitalisat) – Auszug aus New improvements of planting and gardening.

Zeitschriftenbeiträge
- Observations and Experiments Relating to the Motion of the Sap in Vegetables. In: Philosophical Transactions. Band 29, Nr. 349, 30. September 1716, S. 486–490 (doi:10.1098/rstl.1714.0061, JSTOR:103090).
  - Waarneemingen raakende de beweeging van het sap in de gewassen. In: Natuurkundige aanmerkungen, waarneemingen en ondervindingen van de Koningklyke Societeit van Londen. Band 2, Amsterdam 1735, S. 321–328 (Digitalisat, Digitalisat).
  - Bemerkungen über die Bewegung des Saftes in den Pflanzen. In: Abhandlungen zur Naturgeschichte, Physik und Oekomomie, aus dem philosophischen Transaktionen und Sammlungen. Band 1, Teil 1, Leipzig 1779, S. 120–122 (Digitalisat).
- Some Microscopical Observations, and Curious Remarks on the Vegetation, and Exceeding Quick Propagation of Moldiness, on the Substance of a Melon. In: Philosophical Transactions. Band 29, Nr. 349, 30. September 1716, S. 490–492 (doi:10.1098/rstl.1714.0062, JSTOR:103091).